# Pokupsko
Pokupsko é uma vila e município da Croácia localizado no condado de Zagreb

## Localidades
O município de Pokupsko é composto de 14 localidades:
- Lukinić Brdo
- Lijevi Štefanki
- Roženica
- Pokupsko
- Hotnja
- Auguštanovec
- Opatija
- Gladovec Pokupski
- Strezojevo
- Cerje Pokupsko
- Šestak Brdo
- Lijevi Degoj
- Zgurić Brdo
- Cvetnić Brdo

## Demografia
De acordo com o censo de 2001, 99,28% da população é composta por croatas.